# Världsmästerskapet i ishockey för herrar 2020
Världsmästerskapet i ishockey för herrar 2020 var planerad att bli 84:e mästerskapet och skulle spelas beträffande toppdivisionen under perioden 8–24 maj 2020 i Schweiz.
VM i de lägre divisionerna skulle spelas på andra platser och under andra tidpunkter.
Turneringen ställdes in på grund av coronautbrottet.

## Toppdivisionen
Mästerskapet skulle spelats i Schweiz, i städerna Zürich och Lausanne. Det meddelade IIHF den 15 maj 2015.

### Ansökningar
En ansökan lämnades in av Schweiz den 12 januari 2015.
- Schweiz

Turneringen spelades senast i Schweiz 2009.  Hallenstadion i Zürich är namngiven som huvudarena. Som andrahandsstäder angavs Lausanne och Zug.

### Deltagande lag
| Europa - Belarus^ - Danmark* - Finland* - Italien* - Kazakstan^ - Lettland* - Norge* - Ryssland* - Schweiz*† - Slovakien* - Storbritannien* - Sverige* - Tjeckien* - Tyskland* Nordamerika - Kanada* - USA* |

† = Värdnation och automatiskt kvalificerat
^ = Kvalificerade genom att placera sig etta eller tvåa i Division I Grupp A vid VM i ishockey 2019
* = Kvalificerade genom att placera sig bland de 14 första lagen i Världsmästerskapet i ishockey för herrar 2019

## Källa
1. ↑  ”Kommande VM- och OS-turneringar”. Svenska ishockeyförbundet. 15 maj 2015. http://www.swehockey.se/Nyheter/NyheterfranSvenskaIshockeyforbundet/KommandeVM-ochOS-turneringar/. Läst 5 augusti 2015.
2. ↑  ”Officiellt: Ishockey-VM ställs in”. Sportbladet. https://www.aftonbladet.se/sportbladet/hockey/a/xPv11X/officiellt-ishockey-vm-stalls-in. Läst 22 mars 2020.
3. ↑  ”Back to Slovakia, Switzerland” (på engelska). International Ice Hockey Federation. 15 maj 2015. Arkiverad från originalet den 20 januari 2019. https://web.archive.org/web/20190120150354/http://www.iihfworlds2015.com/en/news/back-to-slovakia-switzerland. Läst 18 maj 2015.
4. 1 2 3  ”Swiss apply to host 2020 Worlds”. IIHF. 12 januari 2015. Arkiverad från originalet den 31 mars 2020. https://web.archive.org/web/20200331081811/http://webarchive.iihf.com/fi/home-of-hockey/news/news-singleview/?tx_ttnews%5Btt_news%5D=9367&cHash=37885671f3b854f957a88755244cc188. Läst 10 februari 2015.